# Tougo (departamento)
Tougo é um departamento ou comuna da província de Zondoma no Burkina Faso. A sua capital é a cidade de Tougo.
Em 1 de julho de 2018 tinha uma população estimada em 42869 habitantes.